# GOLFコミック
『GOLFコミック』（ゴルフコミック）は、秋田書店が発行していた月刊ゴルフ漫画雑誌。

## 概要
1984年9月25日、週刊少年チャンピオンの増刊号として創刊。毎月1日発売。史上初のゴルフ専門「漫画」雑誌となった。
1985年2月には独自の雑誌コードを取得し独立創刊。表紙イラストは創刊号からちばてつやが変わらずに担当していた。キャッチコピーは「エンジョイゴルフ」。従来のゴルフ情報誌のゴルフレッスンのコーナーを減らし、ゴルフ漫画の割合を高めた雑誌で、書店やKIOSKなどで販売されていた。
2017年12月28日に発売された2018年2月号で休刊。休刊理由は「ゴルフや市場の環境が変化する中、一定の役割を終えたと決断した」としている。

## 掲載作品
2018年2月号（休刊号、2017年12月28日発売）の掲載作品は以下の通り。連載作品はすべて完結となった。
- キャディ愛（沼よしのぶ）
- 杏プレイヤブル!（本島幸久、原案協力：金谷多一郎）
- 包丁とウェッジ（作：末田雄一郎 / 画：石井さだよし）
- 清水重憲のトータルマネジメント虎の巻（金井たつお）
- 娘を絶対プロにするぞ!（作：わたなべ桃太郎 / 画：花津ハナヨ）
- とがしやすたかのゴルフ道（とがしやすたか）
- 嗚呼! 花のゴルフ部［大阪工業大学体育会ゴルフ部編］（魚乃目三太）

### 連載終了
- 茜ゴルフ倶楽部・男子研修生寮 雑木荘（作：かわさき健 / 画：滝井寿紀）
- オーガシタのマスターたち（いけうち誠一）
- キャディ愛（沼よしのぶ）
- スコアはヒミツ（あやせ理子）
- 素振りの徳造（作：山口都志馬 / 画：石井さだよし）
- 金谷多一郎の100切りゴルフバイブル（作：岸和也 / 画：エリオット後藤）
- 派遣ゴルファー明日美ちゃん（本島幸久）
- ぶーびーパパ（やまだ三平）
- ほっこりゴルフ屋さん（作：がらか文庫 / 画：ありま猛）
- (有)斉木ゴルフ製作所物語 プライド（作：千葉俊彦 / 画：那須輝一郎）
- 愛ス♥ショット（作：田原一朗 / 画：郷力也）
- アスリートゴルファー花ちゃん（作：やまさき拓味 / 画：早川恵子）
- 1年で『82の力』をゲット!（構成：角田陽一 / 画：みのもけんじ）
- OBランチ（北見けんいち）
- オープンコンペの魔女（いけうち誠一）
- 小田孔明のタイプ別ゴルフ上達秘策（構成：角田陽一 / 画：みのもけんじ）
- 金谷多一郎の100切りゴルフバイブル（作：岸和也 / 画：エリオット後藤）
- カミング・イン（作：剣名舞 / 画：村尾忠義）
- がんばれニャン子（ひだか君世）
- 今日も行っちゃいます（ありま猛）
- クッカパラ（池原しげと）
- GOLF超心理学講座（石ノ森章太郎）
- ゴルフに乾杯!!（いけうち誠一）
- ゴルフ・ワンダーランド（作：藤井誠 / 画：A子）
- 情熱係長 芝山好一（作：千葉俊彦 / 画：一の瀬正）
- スウィング!（いけうち誠一）
- スナックボギー（神保あつし）
- 芹澤プロと70台!（構成：角田陽一 / 画：滝井寿紀）
- デッドにピンを!（作：草薙次郎 / 画：内山まもる）
- 飛ばし屋 雷五郎（作：千葉俊彦 / 画：那須輝一郎）
- 夏太郎（作：武藤一彦 / 画：渡辺敏）
- パーマンのお楽しみGREEN（藤子不二雄Ⓐ）
- パーマンのびっくりWORLDゴルフ（藤子不二雄Ⓐ）
- ビッグ☆ドライブ（作：小林一人 / 画：古沢優）
- フェアウェイの魔術師（作：小堀洋 / 画：田辺節雄）
- ぶっ飛び!! 0番ホール（田中康一）
- プロゴルファー一条一也（池原しげと）
- 編集部 福山が行く!（エリオット後藤）
- 宮里聖志のパー・ビジョン（構成：角田陽一 / 画：滝井寿紀）
- むかい風（作：伊集院静 / 画：芳谷圭児）
- 夢の途中（作：草薙次郎 / 画：内山まもる）
- 夢まだ青きころ（作：やまさき拓味 / 画：早川恵子）
- らいばる物語（芳谷圭児）
- 歴史を作った1打シリーズ（作：丘橋和希 / 画：池原しげと）

## 漫画単行本レーベルについて
初期は『GOLFコミックブックス』という単行本レーベルで、本誌の漫画作品や編集部が執筆したレッスン本が出版されていたが、1990年代中期からは『ヤングチャンピオンコミックス』が本誌の単行本レーベルとなっていた。